# عصام العدوة
عصام العدوة لاعب كرة قدم مغربي من مواليد 9 ديسمبر 1986 بالدار البيضاء يلعب حالياً في نادي الظفرة، بدأ مسيرته مع نادي الوداد الرياضي سنة 2005 قبل أن يغادره سنة 2009 صوب فرنسا إلى نادي لنس الذي لم يلعب معه كثيراً حيث غادره سنة 2010 إلى نادي نانت وأيضاً لم يشارك معه سوى في 8 مباريات في 6 شهور، لينتقل بعدها إلى نادي القادسية الكويتي الذي لعب له إلى غاية 2011 ليتلقى عدة عروض من فرنسا والبرتغال والمغرب لكنه فضل نادي فيتوريا غيمارتش والذي لعب له موسمين قبل أن ينتقل إلى نادي ليفانتي الإسباني في يونيو 2013 قبل أن يحط الرحال في فبراير 2015 بفريق شون كينغ ليفان الصيني وأخيراً الظفرة الإماراتي .

## رجل الدفاع
يعتبر العدوة من بين الحالات الناذرة في البطولة المغربية حيث إنه يعد اللاعب المغربي الوحيد في السنوات الأخيرة الذي شق طريقه من الدوري المغربي صوب أوروبا ونجح، حيث أغلب اللاعبين المغاربة المنطلقون من الدوري المغربي لايتأقلمون مع الأجواء الأوروبية فيعودون أدراجهم إلى المغرب أو الخليج ...
كما يتميز العدوة بطول قامته الذي يجعل منه واحداً من رجال دفاع فرقه التي حمل قميصها .

## المسيرة الدولية
لعب عصام عدوة أول مقابلة دولية له في 12 أغسطس 2009 ضد الكونغو في مباراة ودية، ليعود ويلعب ثاني مقابلة ضد الكاميرون في إطار تصفيات كأس العالم وإفريقيا 2010 ، ليتغيب بعدها مدة قبل أن يستدعيه مدرب المنتخب المغربي إيريك غيريتس لمواجهة منتخب بوركينا فاسو في مباراة ودية يوم 29 فبراير 2012 .

## روابط خارجية
- عصام العدوة على موقع قاعدة بيانات كرة القدم.إي يو (الإنجليزية)
- عصام العدوة على موقع ناشيونال فوتبول تيمز (الإنجليزية)
- عصام العدوة على موقع Soccerway.com (الإنجليزية)
- عصام العدوة على موقع AS.com (الإسبانية)